# Guidonia Montecelio
Guidonia Montecelio (prononcé : [ɡwiˈdɔːnja ˌmonteˈtʃeːljo]) est une ville italienne de la ville métropolitaine de Rome Capitale dans la région du Latium.

## Histoire
Découverte de la Triade Capitoline
En 1994, un important groupe statuaire a été découvert dans le parc de la Villa Inviolata. Il s'agit d'une réplique de la Triade Capitoline exécutée à la demande du propriétaire de la demeure à la fin du IIe s. après Jésus-Christ. Les trois divinités représentées, Jupiter, Minerve et Junon, étaient vénérées dans le temple de Jupiter Capitolin de Rome, construit au VIe s. avant Jésus-Christ sur la colline du Capitole. Ce groupe statuaire, longtemps conservé au Musée archéologique de Palestrina, est maintenant retourné à Guidonia,.

## Économie
En 1916, une aérodrome militaire, l'aéroport de Guidonia, entre en service. Cette base militaire est, au début du 20e siècle, ouvert au trafic civil.

## Administration
| Période                                  | Période  | Identité      | Étiquette | Qualité |
| ---------------------------------------- | -------- | ------------- | --------- | ------- |
| 26 juin 2017                             | En cours | Michel Barbet | 5 étoiles | Maire   |
| Les données manquantes sont à compléter. |          |               |           |         |

## Frazioni

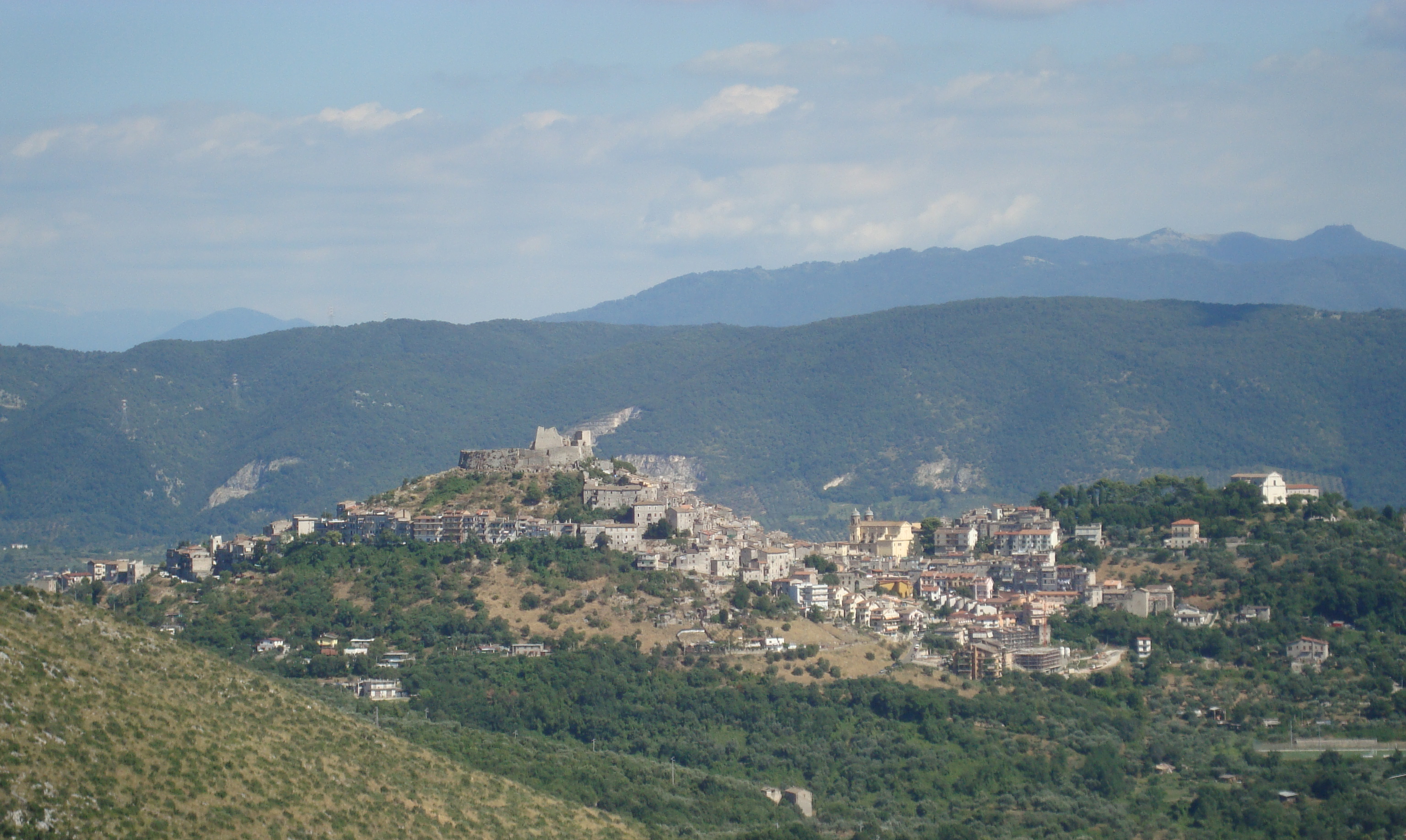
Vue de la ville historique de Montecelio, aujourd'hui devenue une frazione de la commune

Albuccione, Bivio, Collefiorito, Colleverde, Marco Simone Nuovo, Marco Simone Vecchio, Montecelio, Pichini, Setteville, Setteville Nord, Villalba, Villanova

### Communes limitrophes
Fonte Nuova, Marcellina, Palombara Sabina, San Polo dei Cavalieri, Sant'Angelo Romano, Tivoli

## Démographie
Habitants recensés